# لو غراند-كويفيلي
لو غراند كويفيلي ((بالفرنسية: Le Grand-Quevilly)‏؛
[lə ɡʁɑ̃ kəviji, keviji]
) هي بلدية في دائرة السين البحرية تقع في منطقة نورماندية شمال غرب فرنسا.

## الجغرافيا
المدينة هي ثالث أكبر ضاحية في روان، وتضم ميناء به صناعة خفيفة معتبرة يمتد على طول 3 ميل (5 كيلومتر) جنوب غرب وسط روان، عند تقاطع طرق دي 3 و دي 492 ودي 338.

## المواقع السياحية
- قاعة زينيث روان الموسيقية.
- منزل مانور من القرن الخامس عشر في غراند أولني.
- كنيسة سان بيير، يعود تاريخها إلى القرن السادس عشر.

## المدن التوأم
توأمت جراند كويفيلي  مع:
- نيس زيونا، إسرائيل منذ 1964،
- موروندافا، مدغشقر، منذ 1964،
- لآتسن، ألمانيا، منذ 1966،
- ليفيس، كندا، منذ 1969،
- هينكلي،[9] إنجلترا، منذ 1976.

## الأعلام
- لوران فابيوس، سياسي.
- فرانك دوبوسك، ممثل وكوميدي.
- فيليب توريتون، ممثل وسياسي

## وصلات خارجية
- الموقع الرسمي باللغة الفرنسية